# Samtgemeinde Liebenau
De Samtgemeinde Liebenau is een Samtgemeinde in de Duitse deelstaat Nedersaksen. Het is een samenwerkingsverband van drie kleinere gemeenten in het midden van Landkreis Nienburg/Weser. Het bestuur is gevestigd in Liebenau.
Per 1 november 2021 is een fusie doorgevoerd tussen de Samtgemeinde Marklohe en de Samtgemeinde Liebenau.
De nieuwe fusiegemeente heet Samtgemeinde Weser-Aue. Het gemeentehuis van de Samtgemeinde Marklohe is voorlopig ook dat van de nieuwe Samtgemeinde.

Wapen van de Samtgemeinde Weser-Aue

De gemeente heeft een speciale bestuurlijke samenwerking met twee naburige Samtgemeinden, te weten de Samtgemeinde Marklohe  en Steyerberg. Deze samenwerking heet Zweckverband „Linkes Weserufer“ .

## Deelnemende gemeenten
Tussen haakjes het aantal inwoners per 31 december 2018.
1. Binnen (1.010), incl. de dorpen Bühren en Glissen
2. Liebenau (3.877)
3. Pennigsehl (1.262), incl. de dorpen Mainsche en Hesterberg

## Ligging, verkeer, vervoer
De gemeente ligt aan de westoever van de Wezer, waar de Große Aue daarin uitmondt. De Große Aue stroomt ook dwars door de plaats Liebenau zelf.
De Bundesstraße 214 Nienburg/Weser -Diepholz loopt door het noorden van de Samtgemeinde.
Het dichtstbijzijnde spoorwegstation, waar passagierstreinen stoppen, is dat te Nienburg/Weser (vanwaar nog wel goederentreinen naar  het voor reizigersverkeer gesloten station van Liebenau v.v. rijden). Openbaar vervoer naar, van en  binnen de Samtgemeinde beperkt zich tot op Nienburg/Weser georiënteerd busvervoer. De meeste buslijnen rijden alleen op werkdagen en buiten de schoolvakanties. Ze zijn bedoeld, om middelbare scholieren uit de gemeente van en naar school te rijden. Veel forensen in de gemeente reizen met de auto of per fiets. De gemeente bevordert het gebruik van de fiets sterk.

## Economie
In de bossen ten westen van Liebenau is op het terrein van het vroegere Eibia-complex (zie hierna) een groot zonnepanelenpark ingericht.
De gemeente beschikt over enige bedrijfsterreinen met uiteenlopend midden- en kleinbedrijf. De grootste bedrijven daar maken plastic producten en beton. Langs de Wezer en de Große Aue vindt zandwinning plaats.
De gemeente kent enig, vooral in samenwerking met de buurgemeentes gepromoot, fietstoerisme.

## Geschiedenis
De plaats, waar Liebenau ligt, tussen lage heuvels, en bij de monding van een kleine rivier in een grote, was al sinds de Jonge Steentijd bewoond. Aan de Große Aue is tussen 1953 en 1988 een grafveld ontdekt, waar Saksen in de periode van plm. 400 tot 800 n.Chr. ten minste 550 doden hebben bijgezet. De talrijke daar opgegraven grafvondsten bevinden zich nu in het museum van Nienburg/Weser.
Ook na de kerstening ten tijde van Karel de Grote is er een Saksische nederzetting geweest. Rond 900 werd de eerste kerk gebouwd. Al spoedig hierna is er sprake van een aan Sint Laurentius gewijde kerk. Deze geldt als beschermheilige van o.a. smeden. Van de middeleeuwen tot plm. 1850 was Liebenau bekend om de goede kwaliteit van de door de plaatselijke smeden gemaakte zeisen. Veel vrouwen hadden er tot plm. 1800 een bestaan als kantklosster. St. Laurentius siert nog altijd het gemeentewapen van Liebenau. 
Liebenau is een Vlek (nederzetting), d.w.z. dat de plaats in het verleden marktrecht heeft gekregen, maar nooit volledig stadsrecht. De plaats maakte van de middeleeuwen tot aan de Napoleontische tijd deel uit van verschillende graafschappen, o.a. het Vorstendom Minden tot 1346 en daarna het Graafschap Hoya tot plm. 1512. 
Drie kasteeltjes zijn door de plaatselijke heren in gebruik geweest, later vooral als Amtshaus (woning voor de burggraaf of Amtmann, die uit 's graven naam Liebenau bestuurde en tegen vijanden verdedigde). Van twee van deze kasteeltjes is niets overgebleven. Het na 1870 herbouwde derde huis, Schloss Eickhoff, kwam in 1938 in handen van het munitiebedrijf Eibia en diende als kantoor en directiewoning, tijdens de Hitlertijd als school voor de Hitlerjugend en na de oorlog tot 1978 als Brits officierscasino. Tegenwoordig is het een besloten klooster van de Rinzai-richting van het Japanse zen-boeddhisme. Eromheen is een, niet voor buitenstaanders toegankelijke, Japanse tuin ingericht. 

### Eibia-complex en nazi-kampen

#### Tot 1945
In 1938 kocht de firma Wolff uit Bomlitz, die al meer dan honderd jaar buskruit en andere springstoffen had geproduceerd, voor haar dochteronderneming, het chemische bedrijf Eibia, van o.a.  de plaatselijke baron Von Eickhoff meer dan 1300 hectare grond op de Eickhoffer Heide ten westen van Liebenau. In 1939 begon hier de bouw van de munitiefabriek met de codenaam Karl. Bij het uitbreken van de Tweede Wereldoorlog, toen de behoefte aan kruit en munitie sterk steeg, was de bouw van de fabriek nog niet gereed. Om de afbouw van, en daarna de productie in de fabriek te versnellen, werden daartoe bij de fabriek kampen voor dwangarbeiders ingericht. Eind  1941 was de fabriek klaar en er volgden tot het voorjaar van 1945 drie jaren, waarin de fabriek in totaal 40.000 ton springstof, raketbrandstof voor V-1's en V-2's en munitie produceerde. Daarmee was Karl een van de grootste munitiefabrieken van het Derde Rijk. Van de hier werkende arbeiders kwam 80% van buiten Duitsland, uit Frankrijk en Nederland (Arbeitseinsatz), maar ook uit de toenmalige Sovjet-Unie. Voor het gewone personeel werden de woonwijken Stein I en Stein II gebouwd, die er nog staan en nu een buitenwijkje van Liebenau vormen. Westeuropese gevangenen werden in stenen barakken, Oosteuropese in slechte, houten barakken ondergebracht. Arbeiders, die de extreem strenge discipline overtraden, belandden in het Arbeitserziehungslager van de Gestapo in Liebenau. De omstandigheden in dit Lager met een capaciteit van 500 gevangenen waren ongeveer die als in een concentratiekamp. Het beleid van de nazi's was, dat de Oost-Europeanen slechter werden behandeld - zij waren immers Untermenschen- dan de anderen, en het gevaarlijkste en zwaarste werk moesten doen. In het gehele complex zijn gedurende de nazi-tijd meer dan tweeduizend, vooral Russische, gevangenen omgekomen door uitputting, ondervoeding, mishandeling, dysenterie- en tyfusepidemieën, en doordat velen de doodstraf door ophanging moesten ondergaan. Aan de westkant van het complex, verborgen in de bossen, is een Russisch oorlogskerkhof aanwezig, waar vele van deze slachtoffers begraven liggen.

#### Na de Tweede Wereldoorlog
In april 1945 viel het gehele complex, ook de munitiefabriek, nagenoeg onbeschadigd in handen van de British Army. Het enorme munitiedepot was tijdens de Koude Oorlog onmisbaar voor de NAVO-landen. Bedrijven van het (niet meer bestaande) Dynamit Nobel AG (1951-1977) en daarna het Nederlandse Eurometaal (1977-1994) produceerden er  munitie en aanverwante legerbenodigdheden. Op het enorme terrein onderhield de Bundeswehr tot 1995 een munitiedepot, het grootste van Duitsland, van 1963 -1992 ook met kernwapens. 
Alles, wat met dit militaire complex te maken heeft, was, mede vanwege militaire geheimhouding, omgeven met een waas van geheimzinnigheid. In 1999 begon men met historisch onderzoek naar het Eibia-terrein. In 2019 was dit onderzoek nog in volle gang. Het terrein ligt sinds 1994 braak en is nog steeds niet toegankelijk, mede omdat er sprake is van gevaar door o.a. half ingestorte ruïnes van gebouwen op het terrein, bodemvervuiling en mogelijk aanwezige onontplofte munitie. In 2019 is een deel van het terrein door een onbekende particuliere grootinvesteerder gekocht. Ook ligt er intussen een zonnepark van enige hectaren.

## Bezienswaardigheden, natuurschoon, toerisme
- Langs de Wezer is een voormalige grindgroeve omgevormd tot een vogelreservaat met ooibos in ontwikkeling. Vanaf de fietsroute langs de rivier kan men het (niet toegankelijke) gebied overzien en met enig geluk talrijke zeldzame vogelsoorten observeren.
- Langs en nabij de Wezer lopen veel fietsroutes, ook voor meerdaagse tochten; de gemeente promoot het fietstoerisme sterk.
- Ten oosten van het dorp Binnen loopt de Bergstraße, langs wat met enige overdrijving de Binner Schlucht (kloof) wordt genoemd. De rand van een enkele tientallen meters hoge  stuwwal is hier door erosie steil naar het Wezerdal sterk afgekalfd.
- Wat de industrie tussen 1938 en 1995 van de bossen ten westen van Liebenau heeft overgelaten, is de moeite van een wandeling waard.
- De evangelisch-lutherse Laurentiuskerk te Liebenau, gebouwd in de stijl der late gotiek, dateert uit het eerste kwart van de 16e eeuw.
- Heimathaus Witten Hus, een voormalige, karakteristieke boerderij, is het plaatselijke streekmuseum en kulturhus. Het is in de gemeente ook een geliefde trouwlocatie.
- De plaatselijke delicatessen, asperges, zijn al sinds omstreeks 1900 in heel Nedersaksen geliefd, ook op de menukaart van luxe-restaurants in de verre omtrek.
- Binnen en het daar vlakbij gelegen Bühren hebben beide een fraai, middeleeuws (evangelisch-luthers) dorpskerkje.In de tuin bij het kerkje van Binnen staan enige eeuwenoude, monumentale bomen.

## Afbeeldingen

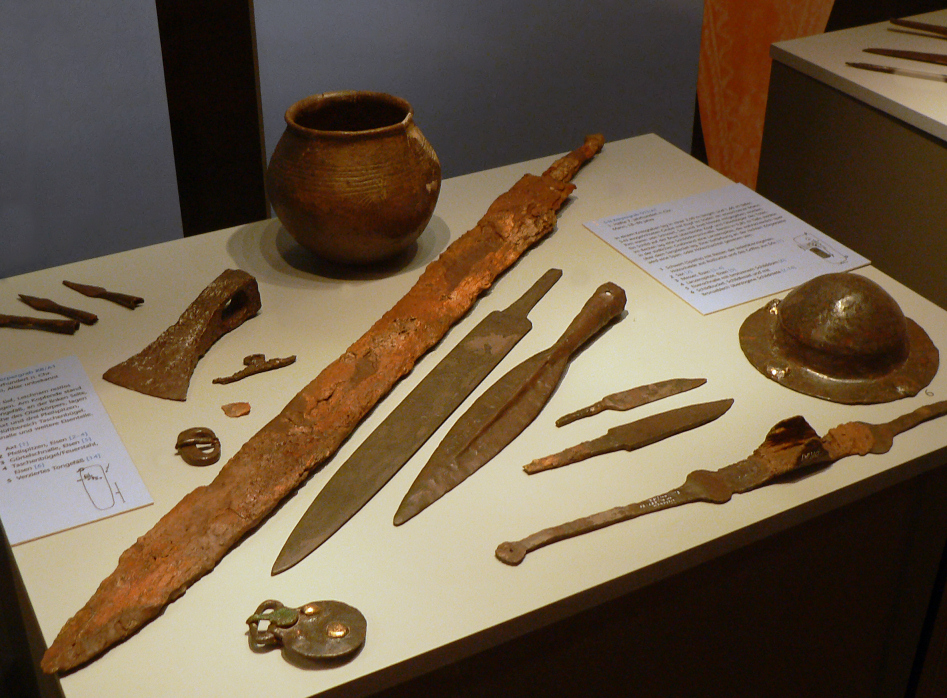
Grafgiften van het Oudsaksische grafveld bij Liebenau (Museum Nienburg)
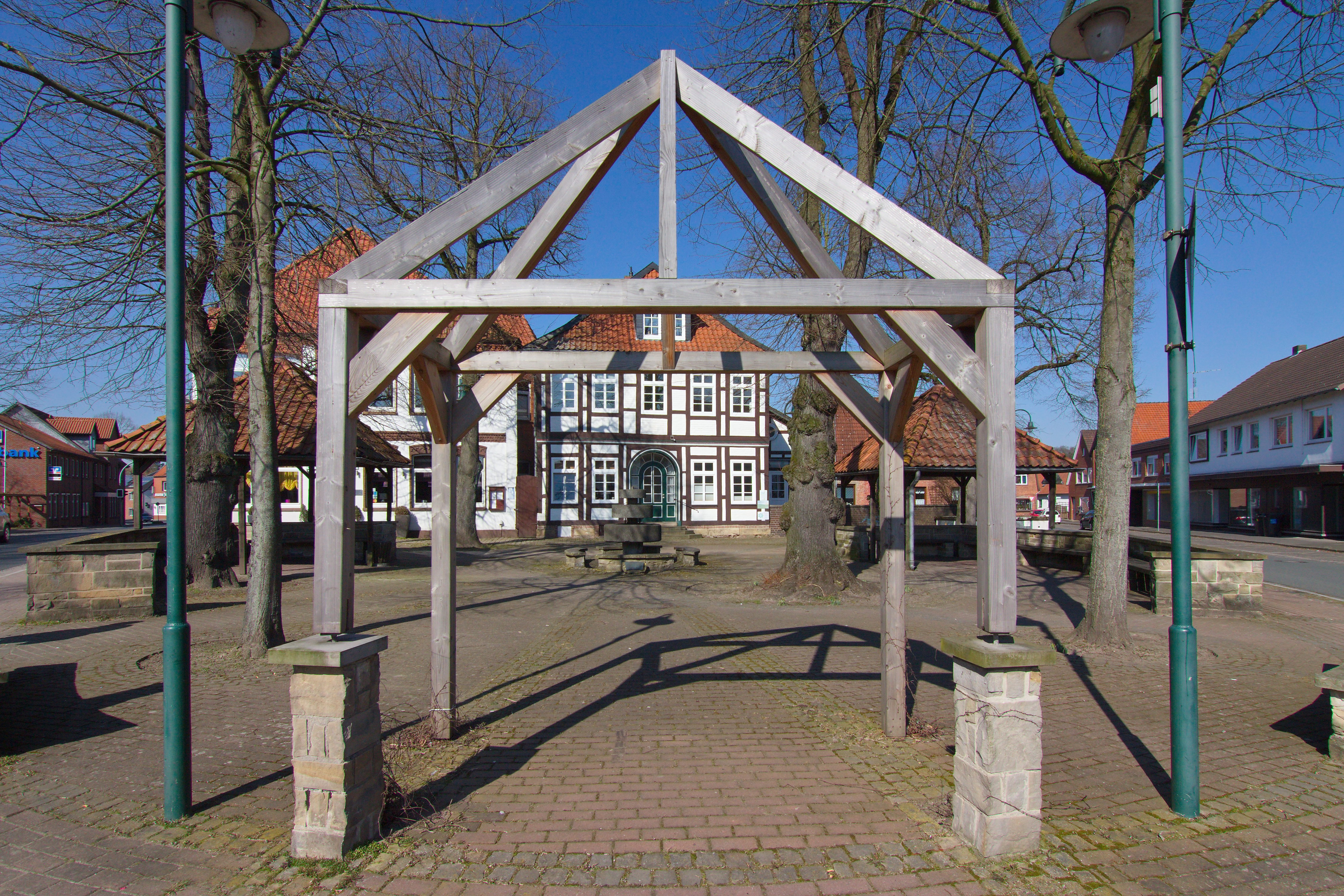
Kijkje in Liebenau
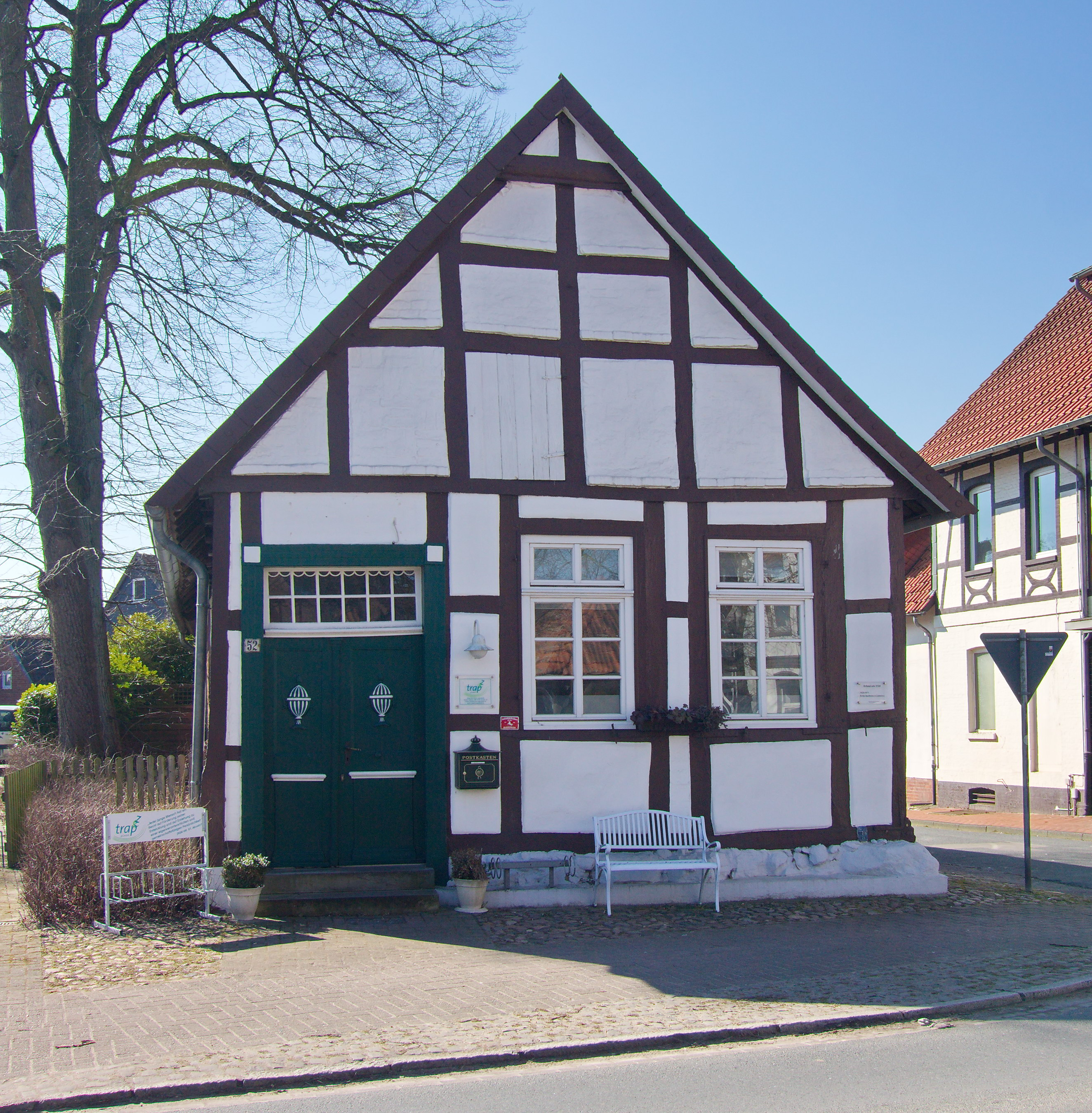
Liebenau, vakwerkhuis Eerste Apotheek anno 1720
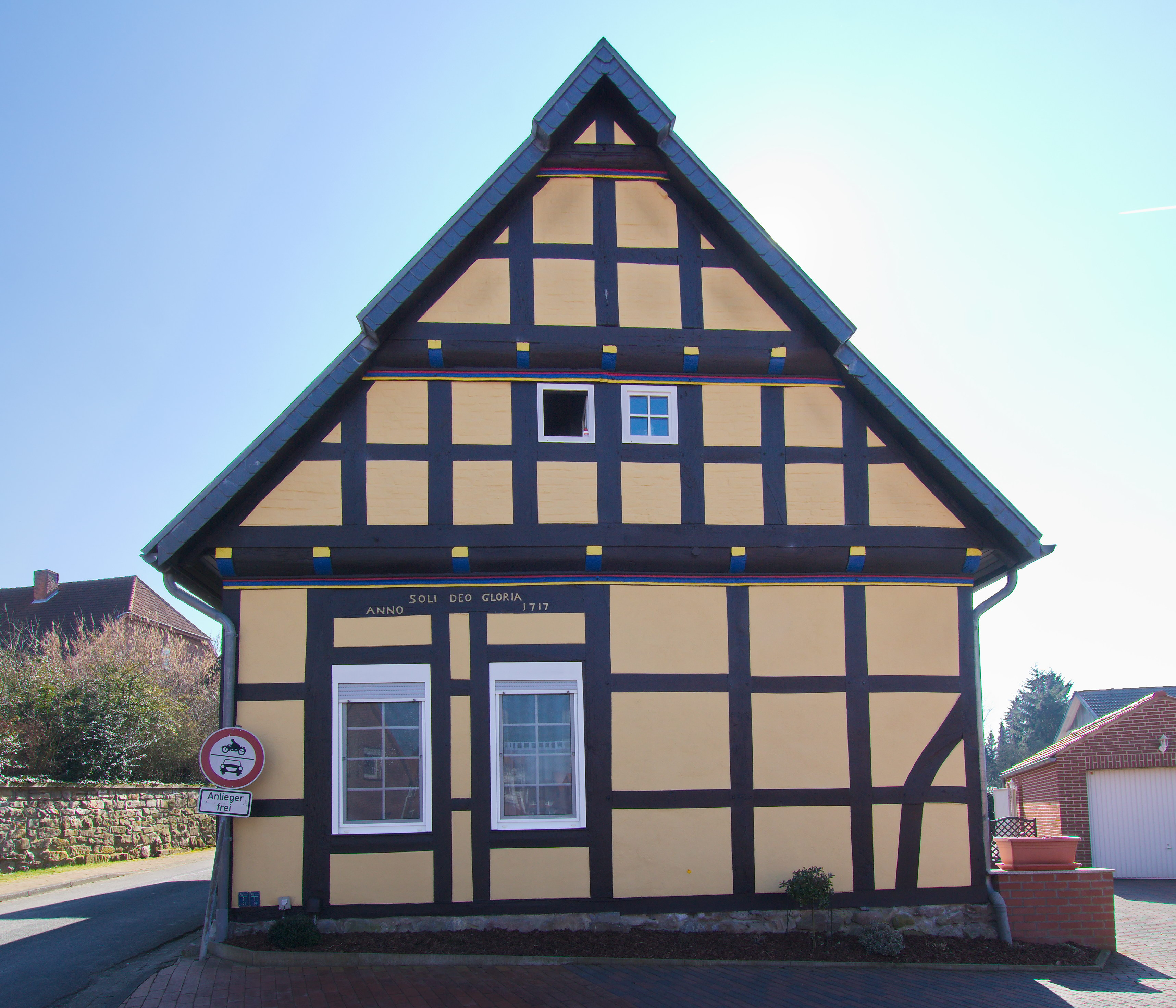
Liebenau, vakwerkhuis anno 1717
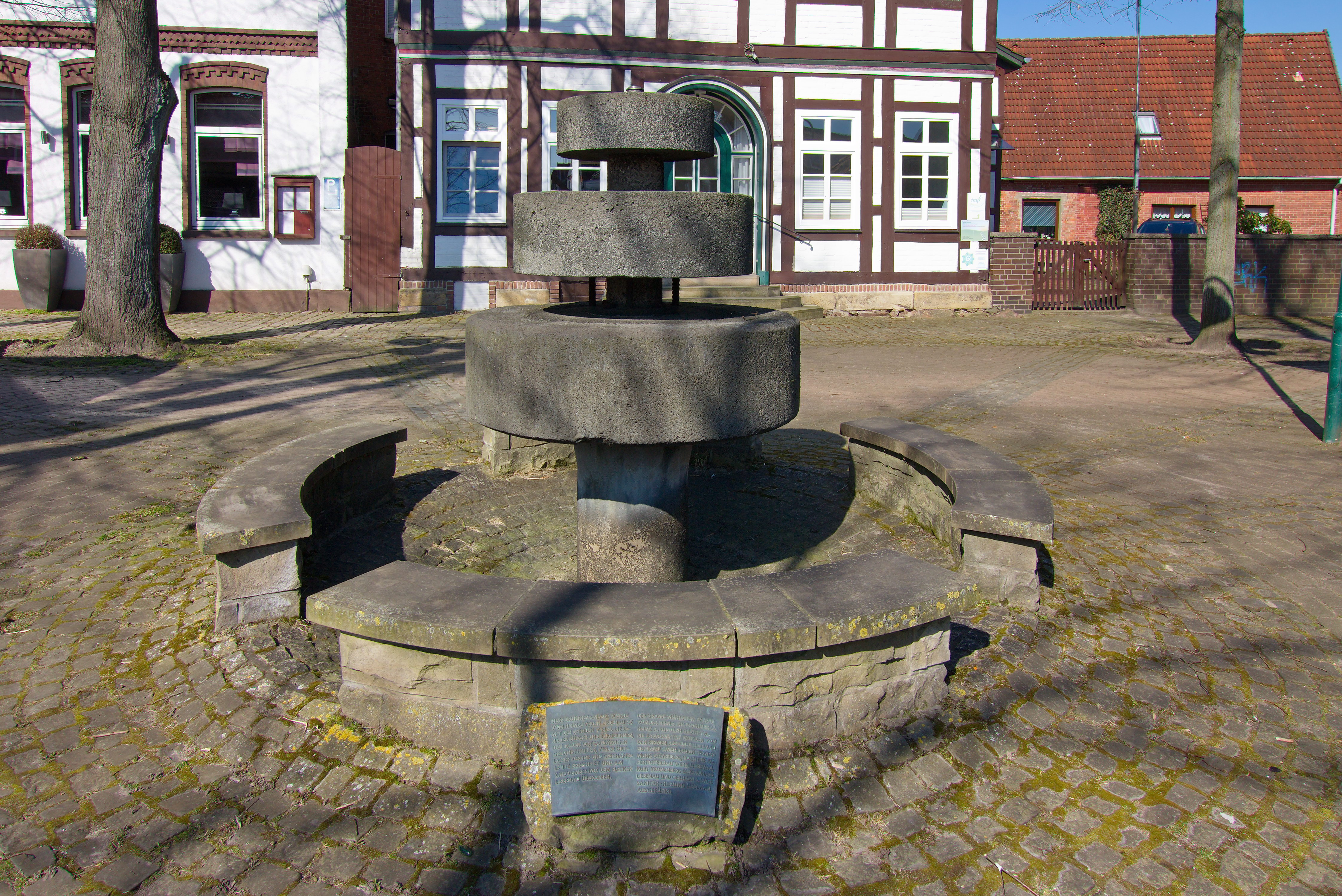
Liebenau, moderne fontein
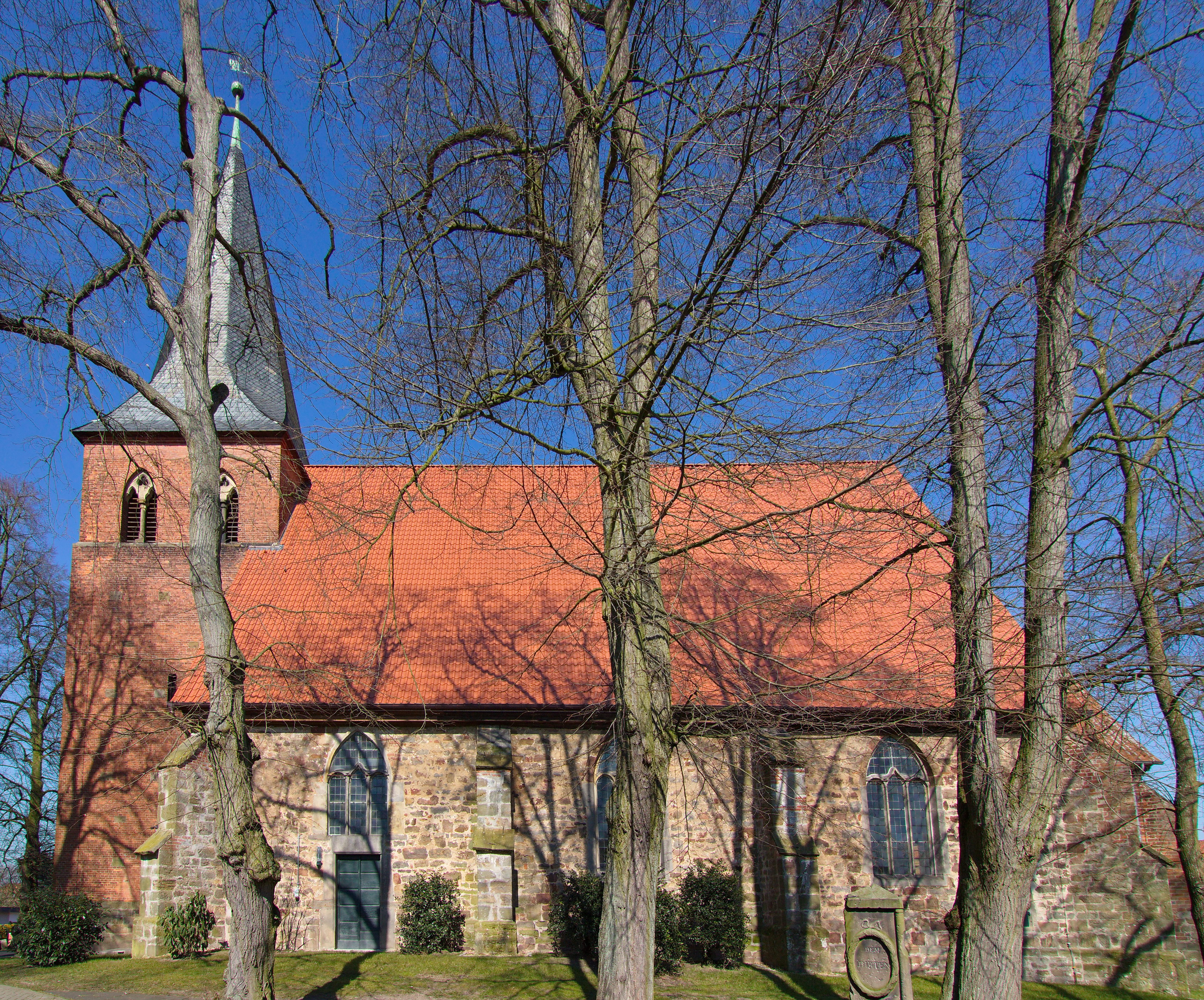
Liebenau, evang. lutherse St.-Laurentiuskerk
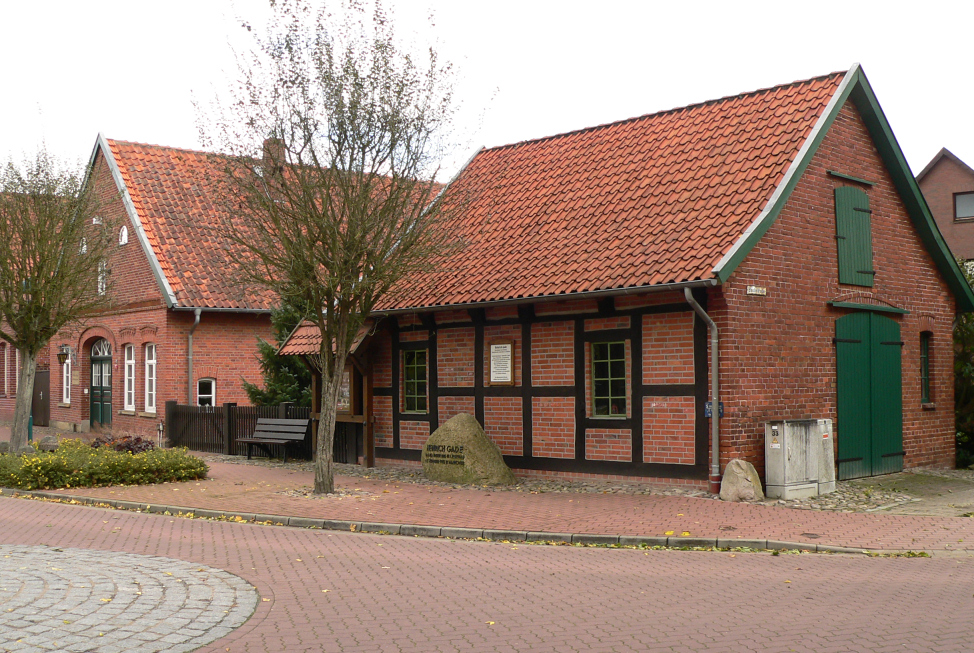
Heimathaus (streekmuseum en kulturhus) Witten Hus
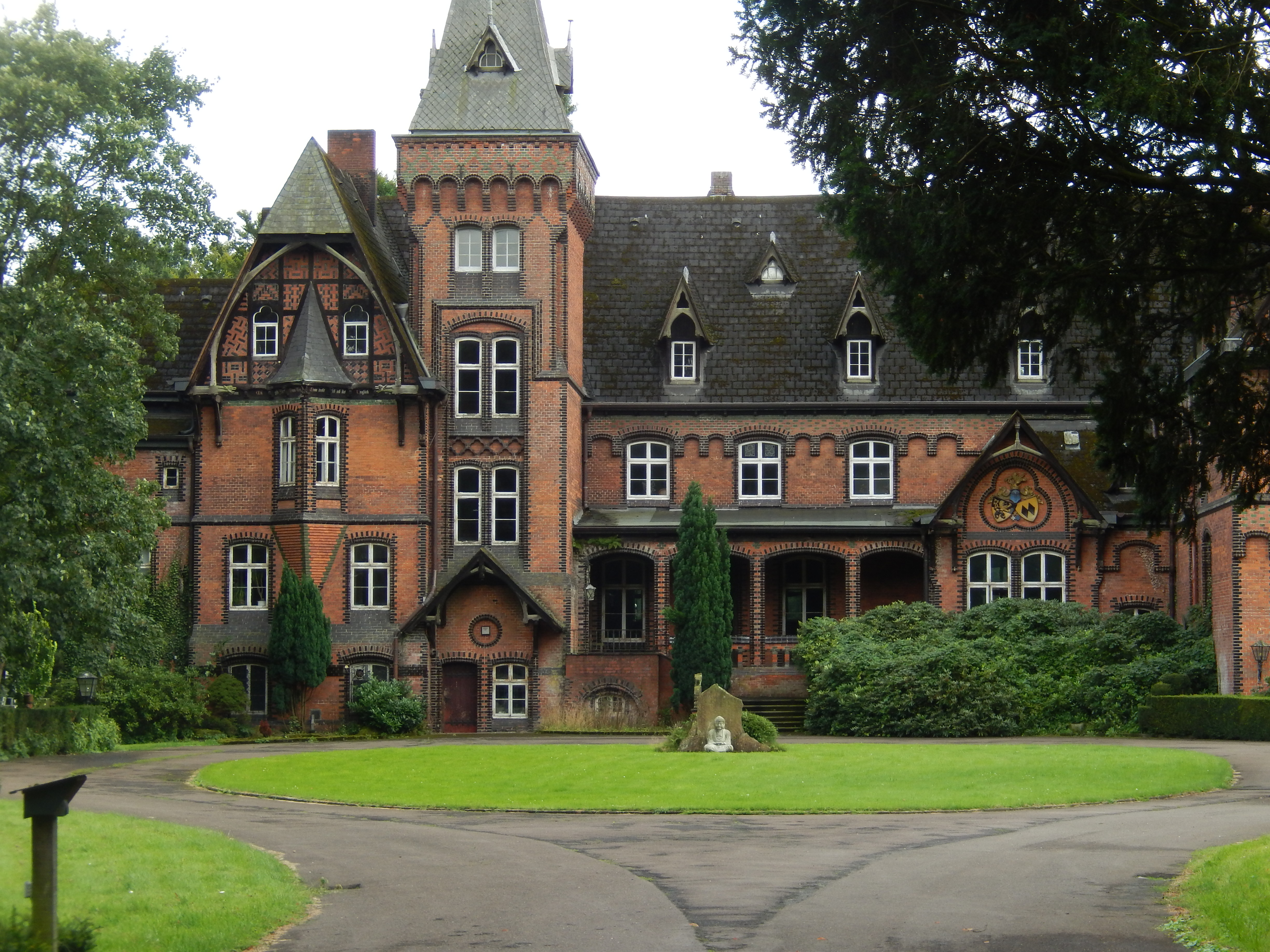
Schloss Eickhof (thans zen-klooster)
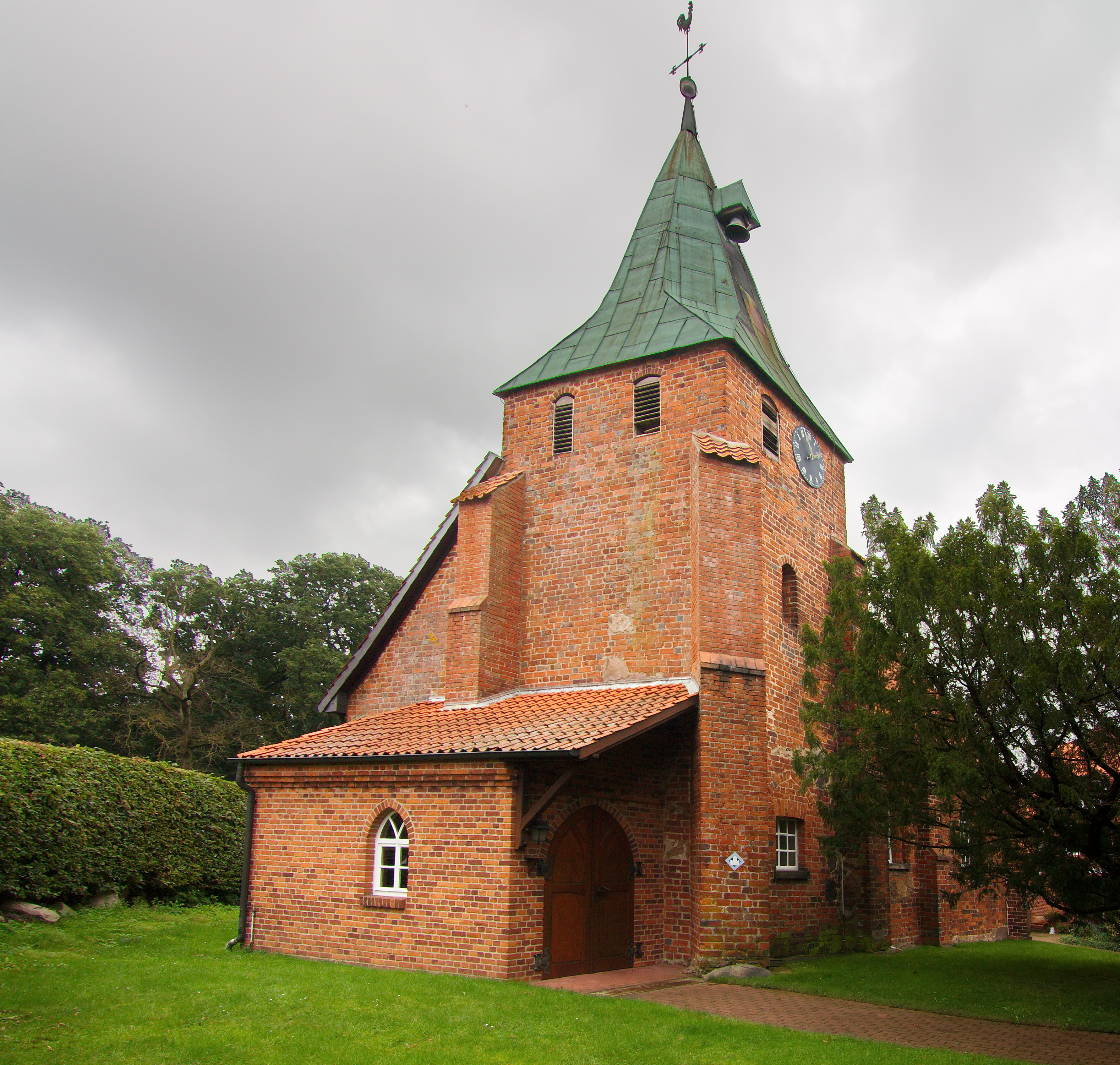
Kerk van het dorp Binnen
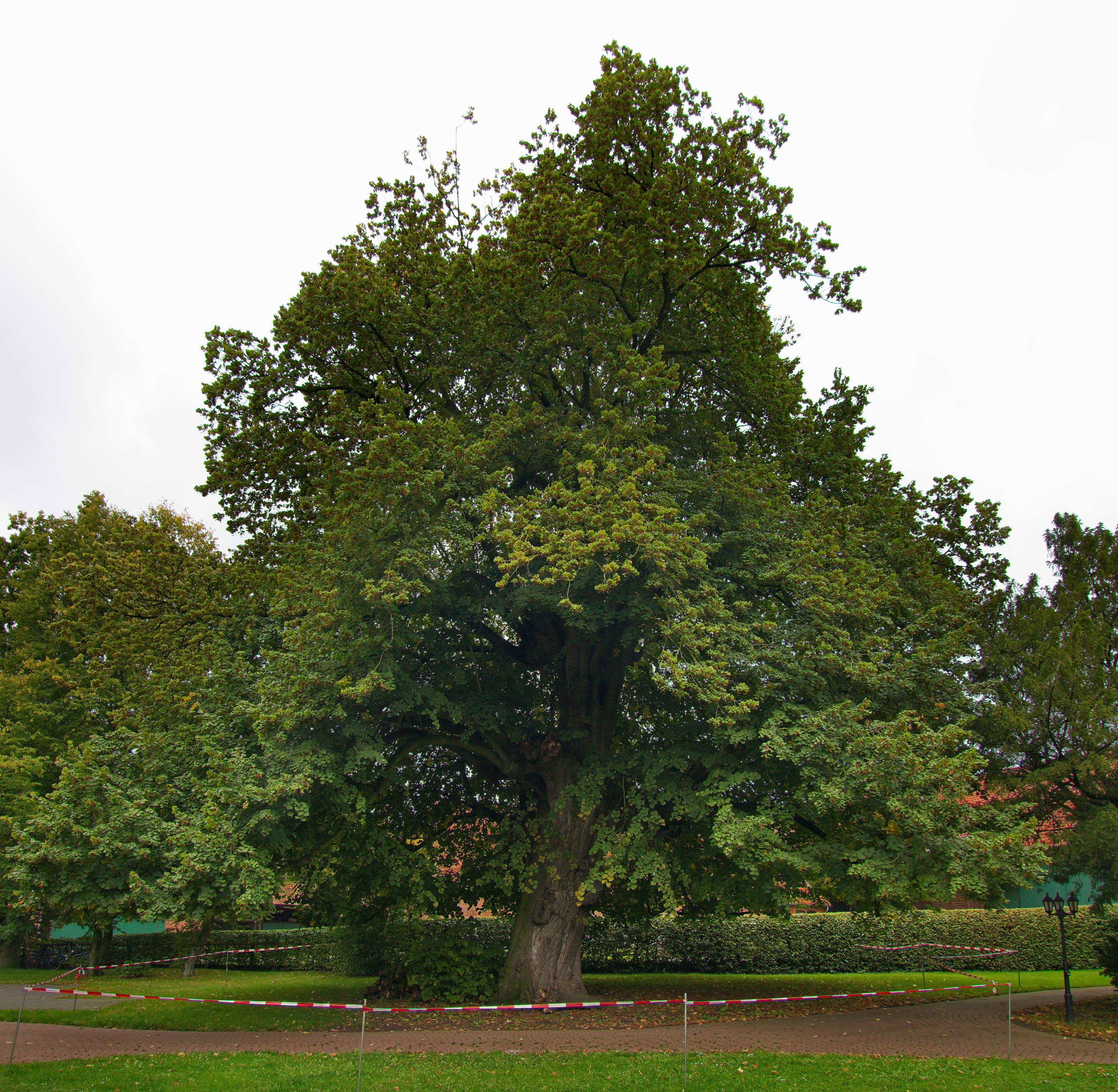
450-jarige linde te Binnen
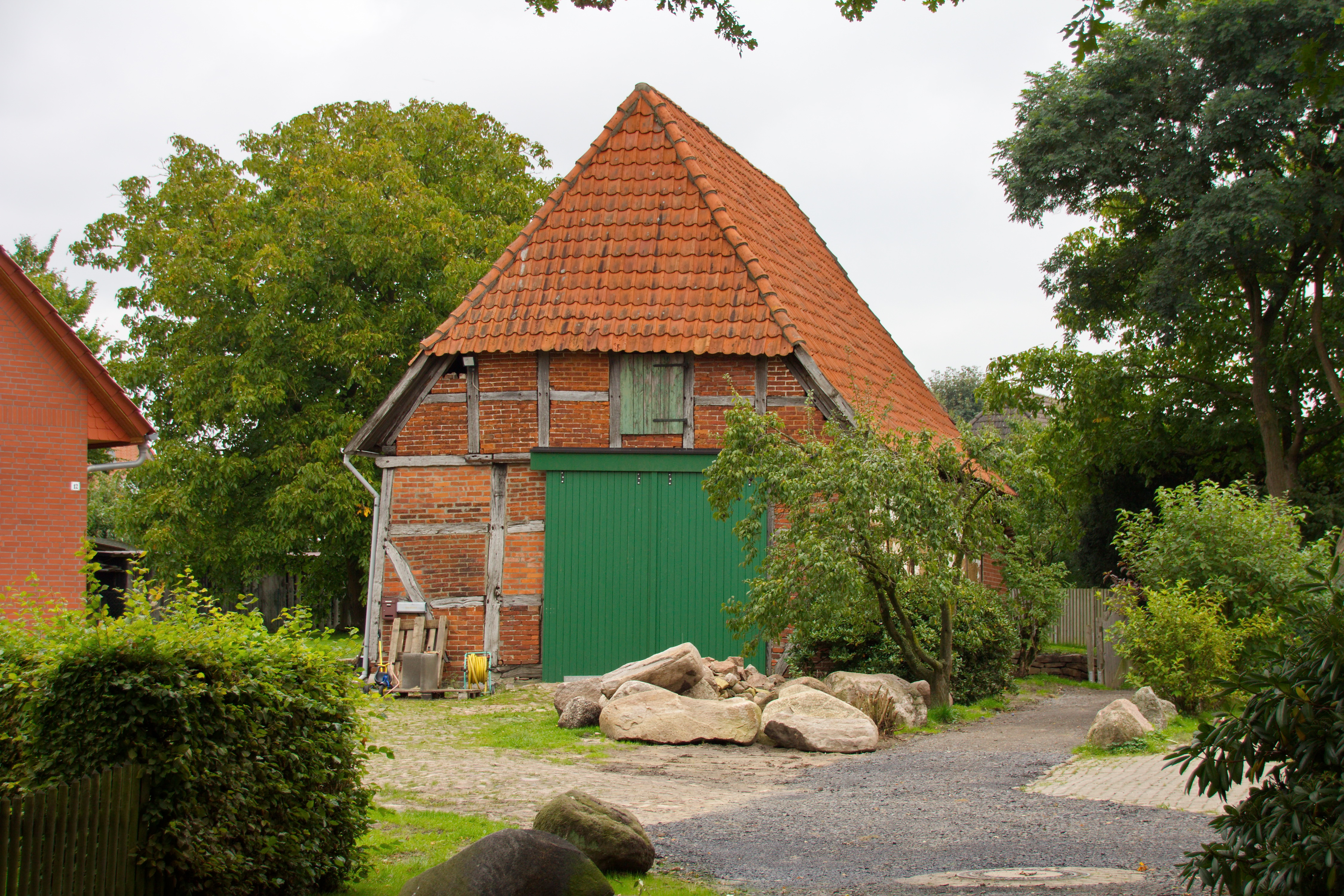
Vakwerkschuur te Binnen
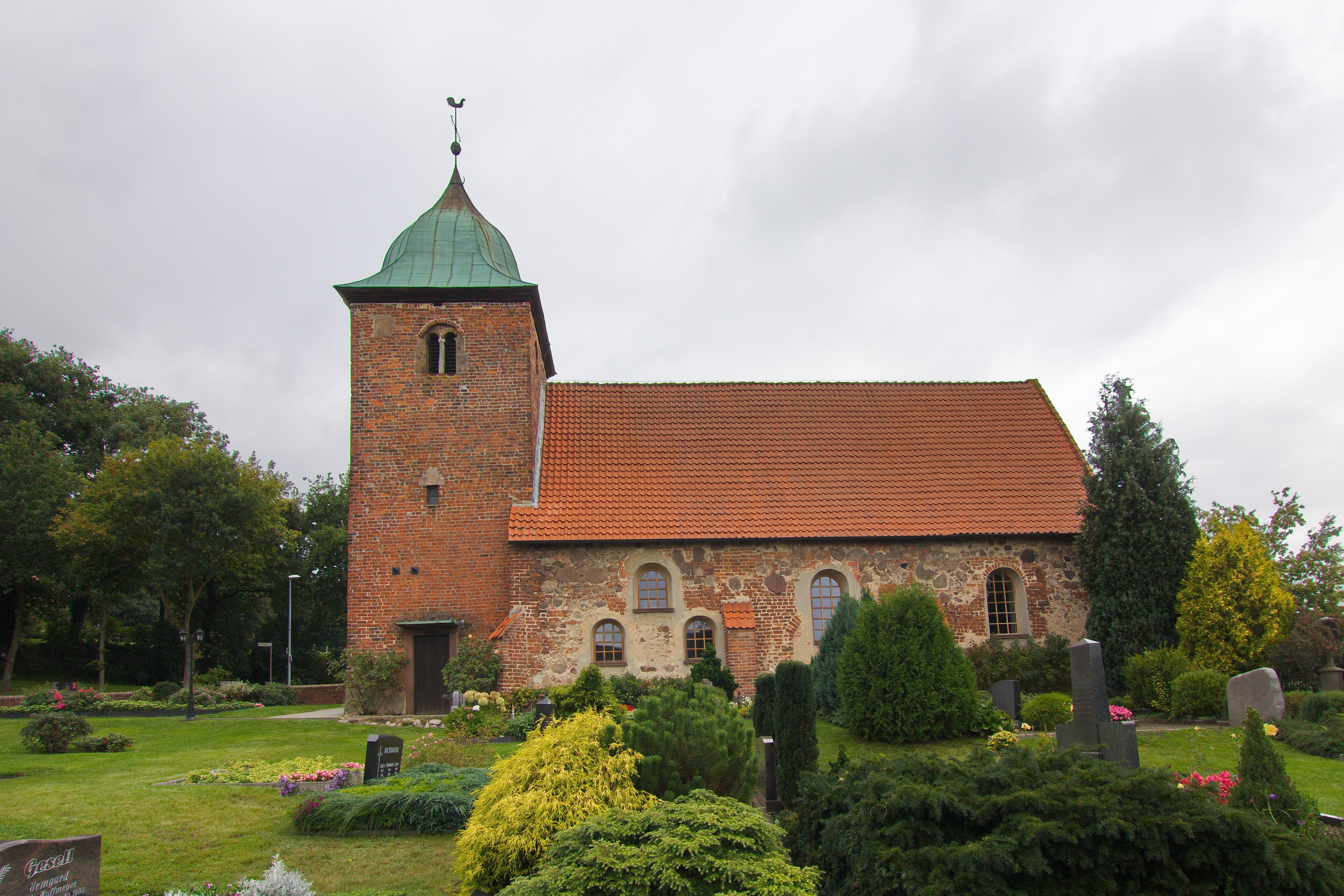
Kerkje te Bühren